# Karl Ernst Adolf von Hoff
Karl Ernst Adolf von Hoff (* 1. November 1771 in Gotha; † 24. Mai 1837 ebenda) war ein deutscher Naturforscher, Geologe und Wegbereiter des Aktualismus.

## Biographie
Karl Ernst Adolf von Hoff wurde als Sohn des Johann Christian von Hoff (1722–1801), Geheimer Assistenzrat und Mitglied des Herzoglichen Ministeriums, und dessen Ehefrau Johanna Friederike Sophie (1751–1806), eine Tochter des Heinrich Ludwig von Avemann (1696–1761), Geheimer Oberkonsistorialrat, in Gotha geboren. Seine Brüder waren:
- Heinrich Ernst von Hoff (* 29. September 1782 in Gotha; † 11. März 1851 in Frankfurt am Main), Generalpostdirektionsrat und Kartograf;
- Georg Wilhelm Friedrich von Hoff (* 3. Februar 1779 in Gotha; † 1862), Offizier.

Von 1785 bis 1788 besuchte er das Gymnasium und bis 1790 studierte er Jura, Physik und Naturgeschichte an der Universität Jena und von 1790 und 1791 in Göttingen.
Ab 1791 stand von Hoff als Legationssekretär der geheimen Kanzlei im diplomatischen Dienst Herzog Ernsts II. von Gotha-Altenburg und im ersten Jahrzehnt des 19. Jahrhunderts entstand das geographisch bedeutsame zweibändige Werk Das Teutsche Reich vor der französischen Revolution und nach dem Frieden von Luneville. Im Jahr 1808 wurde er zum Hofrat und 1811 zum Chef des geheimen Archivs und zum Assistenzrat ernannt. Als Hofbeamter leitete er in Kooperation mit Johann Wolfgang von Goethe von 1817 bis 1820 die Reorganisation der Universität Jena. Nach dem Tod des ohne Nachkommen verstorbenen letzten Herzogs von Sachsen-Gotha-Altenburg, Friedrich IV., leitete von Hoff die komplizierten Erbschaftsregulierungen und verhinderte dabei die Verstreuung der reichen wissenschaftlichen Sammlungen und Kunstsammlungen in Gotha auf Schloss Friedenstein. 1826 wurde er Geheimer Konferenzrat und Mitglied des Ministeriums. Nach einjähriger Tätigkeit legte er diese Funktion nieder und trat in den Ruhestand. Seit 1826 hatte er das Kuratorium über die Sternwarte und seit 1832 die Aufsicht über die wissenschaftlichen Sammlungen in Gotha inne. Seine umfangreiche mineralogische Sammlung schenkte von Hoff bereits im Jahr 1818 dem Naturhistorischen Kabinett in Gotha. Von 1829 bis zu seinem Tod leitete er als Geheimer Rat das Oberkonsistorialpräsidium in Gotha. Seine letzte Ruhestätte fand er auf dem auch Alter Gottesacker genannten Gothaer Friedhof I. Bei der 1904 erfolgten Beräumung des Friedhofs wurde auch sein Grab eingeebnet.
Zunächst durch Ernst Friedrich von Schlotheim vom Neptunismus Abraham Gottlob Werners überzeugt, wandte er sich 1811 auf Grund eigener Untersuchungen an Basaltdurchbrüchen in Thüringen und Hessen davon ab und wurde zum Anhänger der Plutonisten. In den 1810er Jahren konzentrierte er sich auf die Erforschung der Erdgeschichte Thüringens und begann die Literatursammlung für sein größtes und bahnbrechendes Werk, die ab 1822 erschienene Geschichte der durch Überlieferung nachgewiesenen natürlichen Veränderungen der Erdoberfläche. Durch diese fundamentale Arbeit, die allerdings durch eine 10-jährige Pause unterbrochen wurde, ist er der bedeutendste Wegbereiter des Aktualismus, dem dann durch Charles Lyell ab 1830 zum allgemeinen Durchbruch verholfen wurde. Begründet wurden die Prinzipien des Aktualismus aber bereits in der zweiten Hälfte des 18. Jahrhunderts durch die Arbeiten von Bernhard Friedrich Kuhn, James Hutton und Ernst Friedrich Wrede.

## Mitgliedschaften und Ehrungen
- 1798 wurde er Mitglied der Mineralogischen Sozietät in Jena.
- 1808 wurde er zum korrespondierenden Mitglied der Bayerischen Akademie der Wissenschaften gewählt.[6]
- 1826 wurde er zum auswärtigen Mitglied der Göttinger Akademie der Wissenschaften gewählt.[7]
- 1836 wurde er zum Mitglied der Deutschen Akademie der Naturforscher Leopoldina gewählt.[8]
- Die Stadt Gotha ehrte ihren Bürger mit der Benennung einer Straße im Westteil der Stadt, der Von-Hoff-Straße.

## Werke
- Einleitung und Bemerkungen über das Studium und die Behandlungsart der Mineralogie als Wissenschaft nebst einer kurzen Übersicht der wichtigsten neuern Fortschritte und des jetzigen Zustandes derselben. Leipzig 1801[9]
- Das Teutsche Reich vor der französischen Revolution und nach dem Frieden von Luneville. 1. Teil. Gotha 1801[10]
- Antwort des Verfassers der Schrift: das teutsche Reich vor der französischen Revolution, und nach dem Frieden zu Lüneville auf das an ihn gerichtete Schreiben eines freyen teutschen Edelmannes. Gotha 1802[11]
- Das Teutsche Reich vor der französischen Revolution und nach dem Frieden von Luneville. 2. Teil. Gotha 1805[12]
- Bemerkungen über das, was neuerlich in Frankreich zur Aufklärung der Naturgeschichte des Basaltes geschehen ist. Weimar 1806[13]
- Mineralogische Beschreibung des Seeberges bei Gotha. Frankfurt/Main 1807[14]
- Der Thüringer Wald besonders für Reisende geschildert. Erste oder Nordwestliche Hälfte. Gotha 1807[15]
- Beobachtung über die Verhältnisse des Basaltes an einigen Bergen von Hessen und Thüringen. Berlin 1811[1]
- Der Thüringer Wald besonders für Reisende geschildert. Zweyte oder südöstliche Hälfte. Gotha 1812[16]
- Gemälde der physischen Beschaffenheit insbesondere der Gebirgsformationen von Thüringen. Erfurt 1812[17]
- Beschreibung des Trümmergebirgs und des ältern Flözgebirgs, welche den Thüringer Wald umgeben. Frankfurt/Main 1814[18]
- Geognostische Übersicht des Thüringer Waldes. Frankfurt/Main 1815[19]
- Geographisch-statistischer Abriß der Länder des Hauses Sachsen Ernestinischer Linie. Weimar 1819[20]
- Geschichte der durch Überlieferung nachgewiesenen natürlichen Veränderungen der Erdoberfläche. 1. Band. Gotha 1822[21]
- Geschichte der durch Überlieferung nachgewiesenen natürlichen Veränderungen der Erdoberfläche. 2. Band. Gotha 1824[22]
- Geognostische Bemerkungen über Karlsbad. Gotha 1825[23]
- Erinnerung an Blumenbach's Verdienste um die Geologie. Gotha 1826[24]
- Historische Entwickelung der im Herzoglichen Hause Sachsen beobachteten Grundsätze der Erbfolge unter Seitenverwandten. Gotha 1826[25]
- Höhen-Messung einiger Orte und Berge zwischen Gotha und Coburg durch Barometerbeobachtung versucht. Gotha 1828[26]
- Höhen-Messungen in und um Thüringen. Gotha 1833[27]
- Geschichte der durch Überlieferung nachgewiesenen natürlichen Veränderungen der Erdoberfläche. 3. Band. Gotha 1834[28]
- Teutschland nach seiner natürlichen Beschaffenheit und seinen frühern und jetzigen politischen Verhältnissen. Gotha 1838[29]
- Geschichte der durch Überlieferung nachgewiesenen natürlichen Veränderungen der Erdoberfläche. 4. Band. Gotha 1840[30]
- Geschichte der durch Überlieferung nachgewiesenen natürlichen Veränderungen der Erdoberfläche. 5. Band. Gotha 1841[31]

## Sekundärliteratur
- Friedrich Ratzel: Karl Ernst Adolf von Hoff. In: Allgemeine Deutsche Biographie. Band 12. Leipzig 1880, S. 564–565.
- Otto Reich: Karl Ernst Adolf von Hoff, der Bahnbrecher moderner Geologie: eine wissenschaftliche Biographie. Leipzig (Veit) 1905. S. VI, 1–144.
- Rudolf Möller: Hoff, Karl von. In: Neue Deutsche Biographie (NDB). Band 9, Duncker & Humblot, Berlin 1972, ISBN 3-428-00190-7, S. 386 (Digitalisat).
- Franz Köhler: Gothaer Wege in Geographie und Kartographie. Gotha 1987, 416 S.
- Helmut Roob, Günter Scheffler: Hoff, Karl Ernst Adolf von. In: Dies.: Gothaer Persönlichkeiten. Taschenlexikon. 2. Aufl., RhinoVerlag, Ilmenau 2006, ISBN 3-932081-37-4, S. 67.
- Karin Dreißig, Thomas Martens: Annalen meines Lebens: die Tagebücher des Gothaer Geologen und Staatsbeamten Karl Ernst Adolf von Hoff 1771–1837. Weimar 2012. ISBN 978-3-941830-21-9. 447 S.